# Alexander Gordan
Alexander Gordan ist der Künstlername von Joachim Goroncy (* 24. Juni 1926 in Berlin; † 28. Mai 2008 in Berlin). Als weitere Pseudonyme verwendete er Peter Hameg und Detlev. Joachim Goroncy war Texter, Komponist, Sänger, Arrangeur und Musikproduzent.

## Leben
Alexander Gordan wurde in Berlin als Joachim Goroncy, Sohn des Kapellmeisters Anton Goroncy, geboren. Er bekam eine musikalische Ausbildung und studierte bis 1949 Klavier und Gesang am Konservatorium in Berlin. Anschließend arbeitete er als Korrepetitor und schrieb etwas später eigene Musikarrangements und Lieder. Er gründete eine eigene Band und trat mit dieser hauptsächlich in französischen Klubs auf. Zu dieser Zeit nahm er seinen Künstlernamen „Alexander Gordan“ an, da sein richtiger Name oftmals falsch ausgesprochen wurde. Er behielt dabei die Initialen seines Vaters A. G. bei und veränderte es zu Alexander Gordan.
Alexander Gordan war mit Ingrid Goroncy, geb. Teske (1942–2001) verheiratet, mit der er eine gemeinsame Tochter hatte. Diese sang 1979 für die Aufnahme der Single Unsere Katze – Der liebe Gott. Gordan liegt auf dem Friedhof Schöneberg III in Berlin begraben.
1961 nahm er an der Vorentscheidung zum Grand Prix Eurovision teil. 1962 hatte er seinen bis dato größten Erfolg als Texter (für Rex Gildo verfasst er den deutschen Text zu dem Lied Speedy Gonzales). Dieser erreichte damit den zweiten Platz in der deutschen Hitparade. 1969 und 1970 nahm er am deutschen Schlagerwettbewerb teil. Graham Bonney kam mit dem von ihm komponierten Lied Ich mach ein Interview mit Deinem Herzen im Jahr 1970 zum letzten Mal in die Top 30 der deutschen Charts. Gemeinsam mit Fred Oldörp veröffentlicht er im Projekt „Fred & Alex“ einige Parodien-Singles.
Er arbeitete mit Gerhard Hämmerling (Pseudonym Charles Gerard) zusammen. Er produziert Alben für die Sängerin Manuela. und veröffentlichte unter dem Label des „Monopol-Verlags“ in den 1980er Jahren Instrumentalaufnahmen unter dem Pseudonym „Orchester Peter Norman“. Weitere Stationen hatte er mit dem „Alexander-Quartett“, als „Alexander Gordon & Die Ping Pongs“, „Gordan-Chor“, „Gordan-Duett“, „Gordan-Terzett“, „Gordans“ oder dem „Melodia-Quartett“. Weitere Lieder schrieb er unter anderem für Bernhard Brink, Adam & Eve, Tony & David, Jennifer Kemp oder Angelika Milster.
Gordan trat unter dem Pseudonym „Detlev“ ebenfalls als Sänger in Erscheinung, so beispielsweise 1975 mit der Single So schwul kann doch kein Mann sein (musikalisch angelehnt an den Erfolgshit der Sängerin Gitte So schön kann doch kein Mann sein). Bis 1980 wurden acht Singles und 3 Alben veröffentlicht.
Alexander Gordan übernahm Ende der 1970er Jahre die Federführung des Studioorchesters „Cliff Carpenter“.

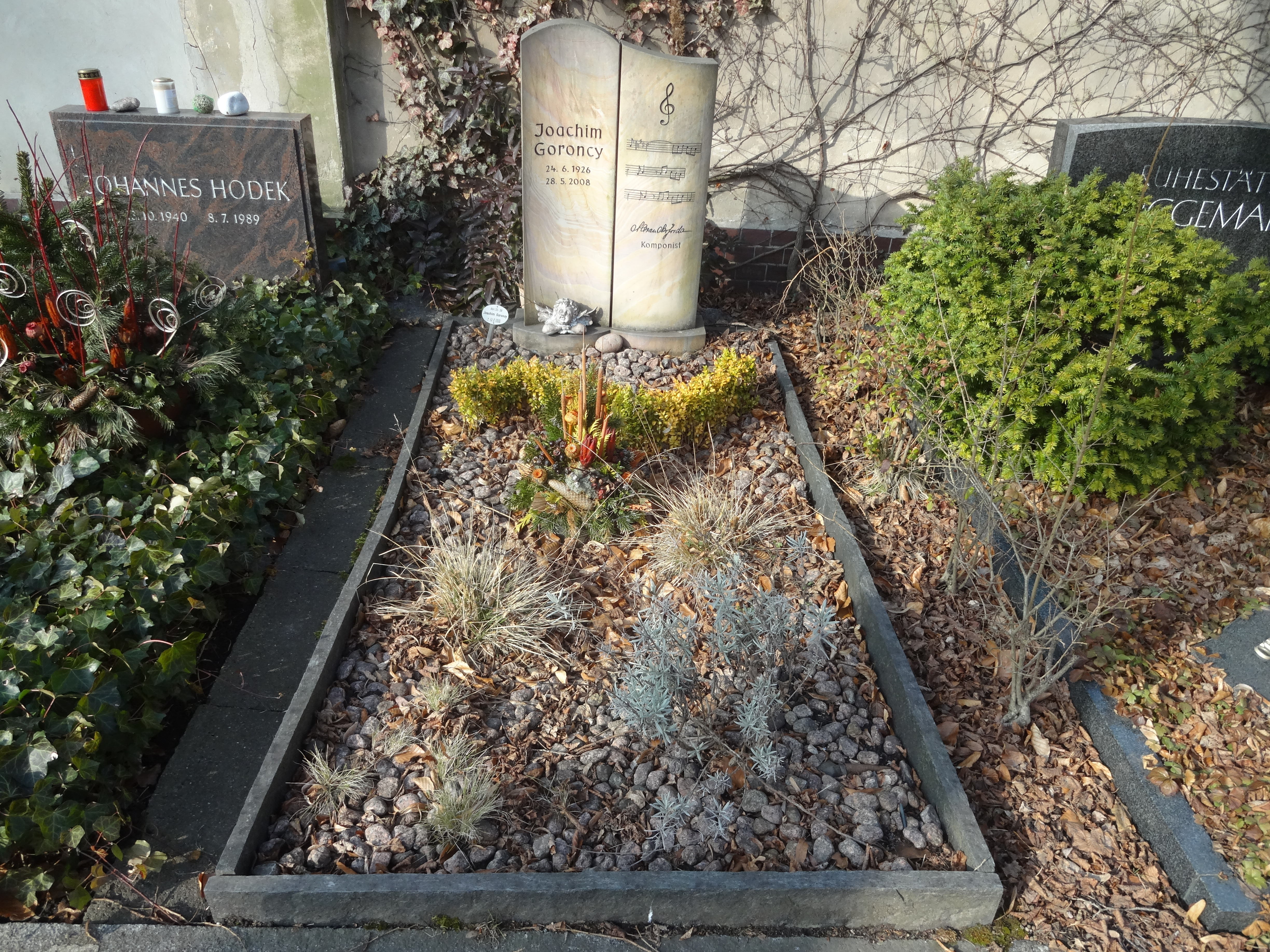
Grabstätte

Er ist auf dem Friedhof Friedenau bestattet.

## Werke (Auswahl)
- 1956: Maria Mucke – „Es müssen ja nicht immer rote Rosen sein“ (geschrieben von Alexander Gordan). „Die Ping Pongs“ und „Der flotte Franz und seine Bierbrummer“ (Alexander Gordan Mitwirkung).
- 1962: Jedes Glück auf der Welt (Peggy Brown & Alexander Gordan); Rex Gildo – Speedy Gonzales/Kleiner Gonzales (deutscher Text); Rita Paul – La Luna Romantica (Komposition – deutscher Vorentscheid Grand Prix Eurovision)
- 1963: Gerd Böttcher – Mach nicht Hochzeit ohne mich (Schlagerfestspiele Baden-Baden); Caterina Valente – Hawaiiana Melodie (Komposition)
- 1964: Gordan Singers – Honey Girl (Label „Golden 12“); Dorthe – Der Boy ist gekommen, Die erste Liebe
- 1965: Suzanne Doucet – Oha aha; Manuela – Wenn du in meinen Träumen bei mir bist (Album, Produzent)
- 1967: Gerhard Wendland – Denke nicht an mich
- 1969: Geschwister Leismann (Renate und Werner Leismann) – Komm an meine grüne Seite (deutscher Schlagerwettbewerb Wiesbaden); Mireille Mathieu – Der Stern unserer Liebe
- 1970: Graham Bonney & The Stowaways – Ich mach ein Interview mit Deinem Herzen (Finale Schlagerwettbewerb Mainz)
- 1972: Ilja Richter – Eine Goldmedaille für deine Supertaille; Charles Jérome – Himalaya; Fred & Alex – Prost! Tante Anne, Das Lied von der Pille, Es lebe uns’re Fussball-Elf
- 1972: Bernd Clüver – Der Junge mit der Mundharmonika (Arrangeur der Single)
- 1975: Gaby Baginsky – Ein schöner Traum ist wie eine Taube
- 1976–1980 als Detlev – Kerls, Kerls, Kerls, Oh Theo, Sauna-Song, Wo hat der Kerl nur seine Augen, FKK und weitere. (Als Studioprojekt „Detlev“ – ohne Live-Auftritte – wurden Travestiesänger-Lieder erfolgreich verkauft.)
- 1976: Als Peter Norman – Play the Tango, Rund um die Uhr